# گود هوپ (اوهایو)
گود هوپ (به انگلیسی: Good Hope) یک منطقهٔ مسکونی در ایالات متحده آمریکا است که در اوهایو واقع شده‌است. گود هوپ ۱٫۹۵ کیلومتر مربع مساحت و ۲۳۴ نفر جمعیت دارد و ۲۷۷٫۹۸ متر بالاتر از سطح دریا واقع شده‌است.